# 10. SS-Panzer-Division Frundsberg
De 10. SS-Panzer-Division Frundsberg was een divisie van de Waffen-SS. De eenheid werd opgericht in januari 1943 en werd enkele dagen na de onvoorwaardelijke overgave van nazi-Duitsland ontbonden.
De divisie vocht aanvankelijk aan het oostfront, maar werd na de geallieerde landing in Normandië overgeplaatst naar het westfront. Ze heeft de rest van de oorlog aan diverse fronten gevochten. Het embleem van de divisie was een eikenblad met een hoofdletter F eroverheen.

## Geschiedenis

### Oprichting en formatie
Begin januari 1943 wordt de divisie gevormd nabij Charente, in Frankrijk. Net zoals bij de 9. SS-Panzer-Division Hohenstaufen werden de manschappen voor de 10e SS-Panzer vooral gerekruteerd uit jongemannen die normaal moesten dienen in de Reichsarbeitsdienst. Daardoor was de gemiddelde leeftijd van de rekruten 18 jaar.
Tegen begin februari was het tankregiment voor de divisie gevormd, SS-Panzerregiment 10. Dit regiment werd uitgerust met Panzer IV-tanks. In juni kreeg de divisie de titel Karl der Große (Karel de Grote) toegekend. Hitler rekende Karel de Grote echter niet tot zijn favoriete historische figuren en daarom werd de naam op 3 oktober gewijzigd in SS-Panzer-Division Frundsberg, naar Georg von Frundsberg, een beroemde ridder die in dienst van de Habsburgers streed.
Diezelfde maand kreeg de divisie het nummer tien toegekend om aanduiding te vereenvoudigen. Panzer-Regiment Langemarck werd gereorganiseerd en kreeg een bataljon Panthertanks toegewezen. Een maand later werd het II Bataljon van Langemarck omgevormd tot twee compagnieën met Panzer-IV tanks en twee compagnieën Sturmgeschütz III’s.

### Wapenfeiten in 1944
In maart 1944 besloot Generalfeldmarschall Erich von Manstein om de 10e SS-Panzer in te zetten om het 1e Pantserleger te ontzetten. Dit was ingesloten ten oosten van de Zbruz, nabij Ternopil. Op 1 april arriveerde de divisie aan het front en sloot zich aan bij het 4e Pantserleger. Alleen II Bataljon van Langemarck bleef in Frankrijk gestationeerd.
Enkele dagen later, op 5 april, werd de aanval ingezet. De volgende dag werd een corridor geopend door hevige gevechten bij Buchach. Op 7 april werd contact gemaakt met het 1e Pantserleger. De volgende anderhalve week hield de Frundsberg divisie de corridor open om het 1e Pantserleger te laten ontsnappen, samen met 600 ton voorraden.
Op 11 juni werd de divisie teruggeroepen naar Frankrijk. Ze kwam echter pas op 23 juni aan in Frankrijk, en het duurde nog eens twee dagen voor Normandië werd bereikt. Op 25 juni nam ze haar posities in tussen Caen en Villers-Bocage. Twee dagen later ging Frundsberg in de aanval tegen de Britten. Die aanvallen werden echter gestopt door de Britse 11e Tankdivisie. De volgende dag, 28 juni, ondernam de 11e Tankdivisie een tegenaanval en stak ze de Odon over.
Op 29 juni nam de 10e SS-Panzer positie in tussen het 47e Pantserkorps en het I SS Pantserkorps Leibstandarte langs de Odon. Tussen de 10e SS-Panzer en de Britse 11e Tankdivisie werd zwaar gevochten om heuvel 112. Uiteindelijk slaagde Frundsberg erin om de Britten terug de Odon over te jagen. Dit betekende de mislukking van operatie EPSOM, ook wel bekend als de eerste slag om de Odon. Het succes van de 10e SS-Panzer-Division zou echter niet lang duren.
Reeds twee dagen later, op 1 juli, leed de divisie zware verliezen door hevige luchtaanvallen. Twee weken later raakte Frundsberg door de start van operatie Greenline vastgepind ten westen van Caen. Dit leidde tot de tweede slag om de Odon. De daaropvolgende weken bleef de divisie ongeveer ter plaatse, met enkele kleine terugtrekkingen. Ondertussen begon de zak van Falaise zich echter te vormen, door de uitbraak van de Amerikanen bij Avranches.
Op 2 augustus wist de 10e SS-Panzer nog een Britse opmars naar Vire tegen te houden, op amper 3 km van het stadje. Op 7 augustus begon een Duitse tegenaanval. Frundsberg nam daar weliswaar niet aan deel, maar deze operatie Lüttich zorgde er wel voor dat de Duitse stellingen dieper in geallieerd gebied kwamen te liggen, een gevaarlijke situatie.
Op 13 augustus stopte Frundsberg het Amerikaanse XVe Korps, maar de zak van Falaise tekende zich nu duidelijk af. 3 dagen later begon Frundsberg zich terug te trekken uit de zak, en wist ternauwernood te ontsnappen. Nadat de gevechten bij Falaise waren gestopt, meldde de Duitse legergroep B dat de 10e SS-Panzer-Division geen tanks meer had en nog maar vier bataljons infanterie. De divisie werd naar Arnhem gestuurd in Nederland om uit te rusten en zich opnieuw te bewapenen.
Op 17 september begon echter operatie Market Garden, de landing van Britse en Poolse parachutisten te Arnhem. Kampfgruppe Frundsberg, het gevechtsklare deel van de 10e SS-Panzer, trok over de brug van Arnhem om zich tussen Arnhem en Nijmegen te positioneren. De verkenningscompagnieën van de 9. SS-Panzer-Division Hohenstaufen werden bij Kampfgruppe Frundsberg geplaatst.
De volgende dag was verplaatsing over de brug van Arnhem niet meer mogelijk door de aanwezigheid van Britse troepen, en de divisie begon met geïmproviseerde vlotten troepen en materieel over het Pannerdensch Kanaal te zetten. Het deel van Kampfgruppe Frundsberg dat de overzijde bereikte bestond uit 4 Panzer-IV tanks, en de Kampfgruppen Reinhold, Euling en Henke.
Twee dagen later, op 20 september, lag de divisie in defensieve stellingen aan de Waal, bij Nijmegen. Die dag ondernam de Amerikaanse 82e Luchtlandingsdivisie om drie uur 's middags met het 2e bataljon van haar 504e Parachutistenregiment onder bevel van majoor Julian Cook een amfibieaanval over de Waal. Deze slaagde, al was het met zeer zware verliezen voor de Amerikanen. Ondertussen werd Fort Valkhof, aan het zuidelijke einde van de Waalbrug, door de Britse Grenadier Guards gezuiverd van Duitse troepen. Tussen 18u en 19u staken andere onderdelen van de Grenadier Guards de Waal over en begon de Kampfgruppe Frundsberg zich terug te trekken en zich klaar te maken voor de verdediging van Arnhem.
Op 24 september werden twee compagnieën tanks van het type Tiger II van de Duitse Schwere Panzer-Abteilung 506 bij Frundsberg gevoegd. Op dat moment was operatie Market Garden voor een deel aan het mislukken. De volgende twee weken was de divisie betrokken bij tegenaanvallen op de corridor bij Arnhem, waarlangs Geallieerde eenheden trachten te ontsnappen naar hun linies. De divisie werd overgebracht naar Geilenkirchen, net over de Duitse grens, om uit te rusten en zich te herbewapenen. Vanaf dan werd de divisie in reserve geplaatst voor operatie Zahnarzt.

### Wapenfeiten in 1945
Op 3 januari 1945 werd het Regiment Langemarck, dat nog maar uit een bataljon bestond, uitgebreid naar twee bataljons: een bataljon van Panther tanks met vier compagnieën en een bataljon van Panzer IV tanks met drie compagnieën. Een week later werd de divisie verzameld om ingezet te worden tegen het Gambsheim bruggenhoofd, bestaande uit Task Force Linden.
De divisie werd echter teruggeroepen naar het gebied ten noorden van Berlijn, waar ze deel ging uitmaken van het 11. SS-Panzer-Armee. Daar ging ze in de aanval tegen het 1e Wit-Russische Front.
Begin maart was de divisie betrokken bij de verdediging van Stettin en van de Altdammbrug over de Oder. Op 22 maart kreeg de divisie een week rust in Stettin. Na deze rustperiode ging Frundsberg op transport naar Briesen, waar ze op 31 maart aankwam. Het divisiehoofdkwartier werd ingericht te Wilmersdorf.
De eerste twee weken van april ging de divisie van hot naar her, tot Hitler de divisie op 16 april toewees aan de reserve van de Duitse Legergroep Centrum. Wegens deze herindeling moest de divisie zich verplaatsen naar Cottbus-Spremberg. Een dag later bereikte het verkenningsbataljon Cottbus; de rest van de divisie kwam aan bij Spremberg. Een deel van de divisie werd aangevallen bij Gross Osning. SS-Panzer-Regiment 10 en het 1e bataljon van SS-Panzer-Grenadier-Regiment 21 ondernamen een tegenaanval, die echter vastliep.
Op 18 april bevond het hoofdkwartier van de divisie zich in Roitz en werd de divisie opgesplitst in drie groepen. De eerste groep bestond uit SS-Panzer-Aufklarung-Abteilung 10 en bevond zich ten zuiden van Cottbus. De tweede groep bestond uit eenheden van de divisie die geen benzine meer hadden en uit ondersteunende onderdelen, en bevond zich in Bautzen. De derde groep was de kern van de divisie, met SS-Panzer-Grenadier-Regimenten 21 en 22, en bevond zich ten noordwesten van Spremberg.
Een dag later was de divisie echter al ingesloten geraakt bij Spremberg, samen met de 344e Volksgrenadierdivisie en de Führer-Begleit-Divisie. Twee dagen later slaagde Frundsberg erin om uit te breken langs de weg van Jessen naar Stradow, maar enkele uren later werd de divisie opnieuw ingesloten, nu bij Kausche. Op 22 april slaagde een deel van de divisie er echter in om te ontsnappen in noordwestelijke richting, in een poging om de Elbe te bereiken. Vanaf dan verrichtte de divisie geen feitelijke strategische opdrachten meer.
Via de Autobahnen verplaatste het overblijfsel van de divisie zich verder langs Saalhausen en Düllingen. Op 26 april werd Baerwalde bereikt. De overblijfselen van de 10e SS-Panzer konden echter nog niet rusten. Gevaar van omsingeling door de Sovjets dwong hen verder te rijden naar Moritzburg. Op 5 mei kreeg de divisie nog een bevel door: ze moest zich verzamelen ten westen van Dresden. Een dag later werd een colonne van Frundsberg bij Gambitz aangevallen door tanks van het Rode Leger. Op 7 mei deelden eenheden van Frundsberg echter zelf nog een tik uit: vijf T-34’s werden opgeblazen.
Een dag na de officiële wapenstilstand, op 9 mei 1945, werden overblijfselen van de divisie nog aangevallen door het Rode Leger nabij Brüx. De daaropvolgende dagen kon van een coherente eenheid niet meer gesproken worden; tussen 10 en 12 mei ontbond de divisie zichzelf. Overblijfselen van de divisie trachtten naar het westen te ontsnappen en een klein deel dat niet gevangen werd genomen door het Rode Leger of door Tsjechische partizanen, slaagde daar ook daadwerkelijk in.

## Commandanten[2][3]
| Commandant                                   | Begindatum       | Einddatum        |
| -------------------------------------------- | ---------------- | ---------------- |
| SS-Standartenführer Michael Lippert          | ?? januari 1943  | 15 februari 1943 |
| SS-Gruppenführer Lothar Debes                | 15 februari 1943 | 15 november 1943 |
| SS-Gruppenführer Karl Fischer von Treuenfeld | 15 november 1943 | 27 april 1944    |
| SS-Brigadeführer Heinz Harmel                | 27 april 1944    | 28 april 1945    |
| SS-Obersturmbannführer Franz Roestel         | 28 april 1945    | 8 mei 1945       |

## Samenstelling
- 21.SS-Panzergrenadier-Regiment
- 22.SS-Panzergrenadier-Regiment
- 10.SS-Panzer-Regiment
- 10.SS-Aufklarung-Abteilung
- 10.SS-Panzerjäger-Abteilung
- 10.SS-Flak-Abteilung
- 10.SS-Pioneer-Abteilung
- 10.SS-Panzer-Nachrichten-Abteilung
- Ondersteuningseenheden 10e SS-Panzer-Division Frundsberg

## Trivia
De latere Nobelprijswinnaar voor Literatuur Günter Grass maakte deel uit van deze divisie.